# Erwan Bézard
 (septembre 2021).
 (septembre 2021).
La mise en forme du texte ne suit pas les recommandations de Wikipédia : il faut le « wikifier ».
Les points d'amélioration suivants sont les cas les plus fréquents :
- Les titres sont pré-formatés par le logiciel. Ils ne sont ni en capitales, ni en gras.
- Le texte ne doit pas être écrit en capitales (les noms de famille non plus), ni en gras, ni en italique, ni en « petit »…
- Le gras n'est utilisé que pour surligner le titre de l'article dans l'introduction, une seule fois.
- L'italique est rarement utilisé : mots en langue étrangère, titres d'œuvres, noms de bateaux, etc.
- Les citations ne sont pas en italique mais en corps de texte normal. Elles sont entourées par des guillemets français : « et ».
- Les listes à puces sont à éviter, des paragraphes rédigés étant largement préférés. Les tableaux sont à réserver à la présentation de données structurées (résultats, etc.).
- Les appels de note de bas de page (petits chiffres en exposant, introduits par l'outil «  Source ») sont à placer entre la fin de phrase et le point final[comme ça].
- Les liens internes (vers d'autres articles de Wikipédia) sont à choisir avec parcimonie. Créez des liens vers des articles approfondissant le sujet. Les termes génériques sans rapport avec le sujet sont à éviter, ainsi que les répétitions de liens vers un même terme.
- Les liens externes sont à placer uniquement dans une section « Liens externes », à la fin de l'article. Ces liens sont à choisir avec parcimonie suivant les règles définies. Si un lien sert de source à l'article, son insertion dans le texte est à faire par les notes de bas de page.
- La présentation des références doit suivre les conventions bibliographiques. Il est recommandé d'utiliser les modèles {{Ouvrage}}, {{Chapitre}}, {{Article}}, {{Lien web}} et/ou {{Bibliographie}}. Le mode d'édition visuel peut mettre en forme automatiquement les références.
- Insérer une infobox (cadre d'informations à droite) n'est pas obligatoire pour parachever la mise en page.

Pour une aide détaillée, merci de consulter Aide:Wikification.
Si vous pensez que ces points ont été résolus, vous pouvez retirer ce bandeau et améliorer la mise en forme d'un autre article.
Erwan Bézard, né le 17 juillet 1970, est un chercheur français en neurobiologie, directeur de recherche à l'INSERM. Ses recherches portent sur la maladie de Parkinson et les diverses pathologies qui lui sont associées. Ses plus de 300 publications sont récompensées par plusieurs prix.

## Biographie
Erwan Bézard est né le 17 juillet 1970. Il soutient son doctorat à l'Université Bordeaux 2 et poursuit ses recherches en post-doctorat à l'université de Manchester de 1999 à 2001. Il soutient son habilitation à diriger les recherches en 2003.
Depuis 2007, il est responsable de l'équipe Physiopathologie des symptômes parkinsonien. En 2010 il crée l’Institut des Maladies Neurodégénératives (IMN) à l'Université de Bordeaux, laboratoire qu'il dirige jusqu'en 2020.
En 2003, il fonde la Contract Research Organization (CRO) Motac Neuroscience,, dont il est le directeur scientifique.

### Investissement associatif
Depuis 2019, il est vice-président de l'International association for comparative medicine. Au fil de sa carrière, il est membre du conseil scientifique de plusieurs fondations d'aide à la recherche :  Fondation de Michael J. Fox (en) qui lutte contre la maladie de Parkinson,, France Parkinson et l'Association française du syndrome des jambes sans repos.
Il est membre fondateur de la Maison du cerveau, association regroupant les cliniciens, chercheurs, patients et associations de malades du CHU de Bordeaux. Il est actuellement le président du comité Maladie de Parkinson de la Fondation de France.

## Travaux
Les recherches d'Erwan Bézard portent sur la maladie de Parkinson et les pathologies associées comme les dyskinésies induites par la levo-dopa. Il est auteur ou co-auteur de plus de 300 publications dans le champ de la neurobiologie. Elles portent également sur les mécanismes compensatoires qui masquent la progression de la maladie ou ceux qui sont impliqués dans la mort cellulaire. Il dirige une équipe de recherche translationnelle pour développer de nouvelles stratégies thérapeutiques pour prendre en charge les symptômes de la maladie de Parkinson afin de ralentir la progression de la maladie. Ses travaux les plus récents,,se focalisent sur le rôle de l'alpha-synucleine qui pourraient être une cible efficace pour ralentir la progression de la maladie. Il a participé à l'élaboration et la mise en place d'essai clinique avec le Pr. François Tison avec le soutien de la Mickael J Fox foundation.

### Vulgarisation scientifique
Les recherches d'Erwan Bézard sont présentée dans un film de 26 min de CNRS-image Maladie de Parkinson, de la cellule à l'Homme. Il intervient régulièrement dans The conversation, La tête au carré, Nature,, Brève de science du CNRS ou The Age.

## Hommages et distinctions
- Prix J.W. Langston Award 2010 de la Michael J. Fox Foundation (USA)[20] ;
- Grand prix de la Fondation de France en 2015[21],[22] ;
- Co-lauréat du Prix scientifique 2016 de la Fondation Simone et Cino Del Duca 2016[23][source insuffisante] [24],[25];
- Prix "Rachel Ajzen et Léon Iagolnitzer” de la FRM ;
- Avec les équipes de l'EPFL et d'Oxford University : Annual BCI Award 2020[26].